# 'Ndrina Dattilo
La 'ndrina Dattilo è una cosca malavitosa o 'ndrina della 'ndrangheta calabrese, della zona di Lamezia Terme alleata dei Giampà.